# Ivan iz Mathe
| Portal:Kršćanstvo | Portal: Kršćanstvo |

Ivan od Mathe (francuski Jean de Matha; Faucon-de-Barcelonnette, 23. lipnja? 1160. — Rim, 17. prosinca 1213.) bio je francuski katolički svetac i osnivač reda Presvetog Trojstva (Ordo Sanctissimae Trinitatis et captivorum), čija je zadaća bila otkupljenje kršćanskih zarobljenika. Njegov je suradnik i suputnik bio sveti Feliks iz Valoisa.
O Ivanu od Mathe, nazvanom po svetom Ivanu Krstitelju, postoje mnoge legende, koje su nastale mnogo godina nakon njegove smrti. Kasnije tradicije kažu da su on i Feliks bili plemići. Prema jednoj legendi, Ivan je rođen u Faucon-de-Barcelonnetteu, kao sin plemića Eufemija i njegove žene Marte. Otac je poslao Ivana u Aix, gdje je Ivan učio sve što ono što je bilo prikladno za mladog plemića. Znatan dio svog novca Ivan je dao siromasima te se svakog petka brinuo za bolesne siromahe u lokalnoj bolnici.
Ivan je postao svećenik u prosincu 1192. te je, prema tradiciji svog reda, služio svoju prvu misu 28. siječnja 1193. Tijekom euharistijskog slavlja, imao je viziju Isusa, kraj kojeg su bila dvojica zarobljenika, od kojih je jedan bio Maur, što je nagnalo Ivana da razmisli kako pomoći zarobljenicima. Proveo je neko vrijeme u molitvi i pokori te se udružio s Feliksom. Otišli su u Rim te su 17. prosinca 1198. dobili dopuštenje od pape Inocenta III. za osnivanje novog katoličkog reda. Legenda kaže da se Ivan susreo sa svetim Franjom Asiškim.
Spomendan Ivana od Mathe je 17. prosinca.